# Daniel Pintado
Brian Daniel Pintado (Cuenca, 29 de julho de 1995) é um atleta equatoriano especializado na marcha atlética e campeão olímpico da marcha de 20 km. Ganhou a medalha de ouro nos Jogos Olímpicos de Paris 2024.

## Carreira
Desde sua infância, Pintado sempre treinou em várias disciplinas esportivas, tais como o futebol, natação e taekwondo. No entanto foi a marcha atlética a disciplina à que se dedicaria em sua carreira esportiva, gosto que cultivou por seu irmão David, um ex-marchista que trocou o esporte pela pintura artística.
Em 2011, no Mundial de Lille, na França, obteve seu melhor resultado como juvenil, onde ficou em décimo lugar.
Entre 2014 e 2015 passou por uma etapa difícil em sua vida pela qual esteve a ponto de se aposentar da vida esportiva, mas após o nascimento de seu filho, Daniel Nicolás, obteve um impulso para seguir competindo e conseguiu assim classificar para os Jogos Olímpicos de Rio de Janeiro 2016, no qual ficou na 37ª posição com um tempo de 1:23:44.
Em 5 de junho de 2018, ganhou a medalha de ouro na disciplina de 20 quilómetros de marcha atlética com um tempo de 1:24:56 nos Jogos Sul-americanos de Cochabamba, Bolívia, medalha que deu à sua esposa Karen Palaguachi como presente de aniversário, já que enquanto fazia sua mala para viajar à competição, sua esposa lhe pediu que lhe desse uma medalha de ouro para seu aniversário, pois este seria o melhor presente que ele poderia lhe dar. Pouco antes de cruzar a linha de chegada, nos pontos de hidratação, um assistente da Federação Equatoriana de Atletismo passou-lhe uma bandeira equatoriana, a mesma que Pintado amarrou no pescoço como se fosse uma capa de súper-herói e uma vez cruzada a meta, estendeu a bandeira onde se apreciava em marcador azul a frase "Feliz cumple, Karen" (Feliz aniversário, Karen) na parte superior. Aos lados haviam dois corações desenhados e próximo ao brasão, os nomes de seus filhos, Daniel e Nico. Com esta conquista conseguiu a classificação direta aos Jogos Panamericanos Lima de 2019.
Em 4 de agosto de 2019, obteve a medalha de ouro nos Jogos Panamericanos Lima de 2019, depois de registar um tempo de 1:21:51 na competição, superando a Caio Bonfim, do Brasil e José Barrondo, da Guatemala, respectivamente, onde ficou em quarto lugar seu compatriota Mauricio Arteaga.
Em 24 de agosto de 2023, conseguiu a medalha de prata nos 35 km do Mundial de Budapeste de 2023 ao chegar à meta num tempo de 2:24:34, a tão só quatro segundos do campeão da prova, o espanhol Álvaro Martín.
Conquistou a medalha de ouro em Paris 2024 na marcha de 20 km, tornando-se campeão olímpico com um tempo de 1:18:55, superando nos últimos metros o brasileiro Caio Bonfim (prata) e o espanhol Álvaro Martin (bronze). Na disputa do revezamento misto da marcha atlética ganhou a medalha de prata junto com a dupla Glenda Morejón.